# 别什巴尔马克

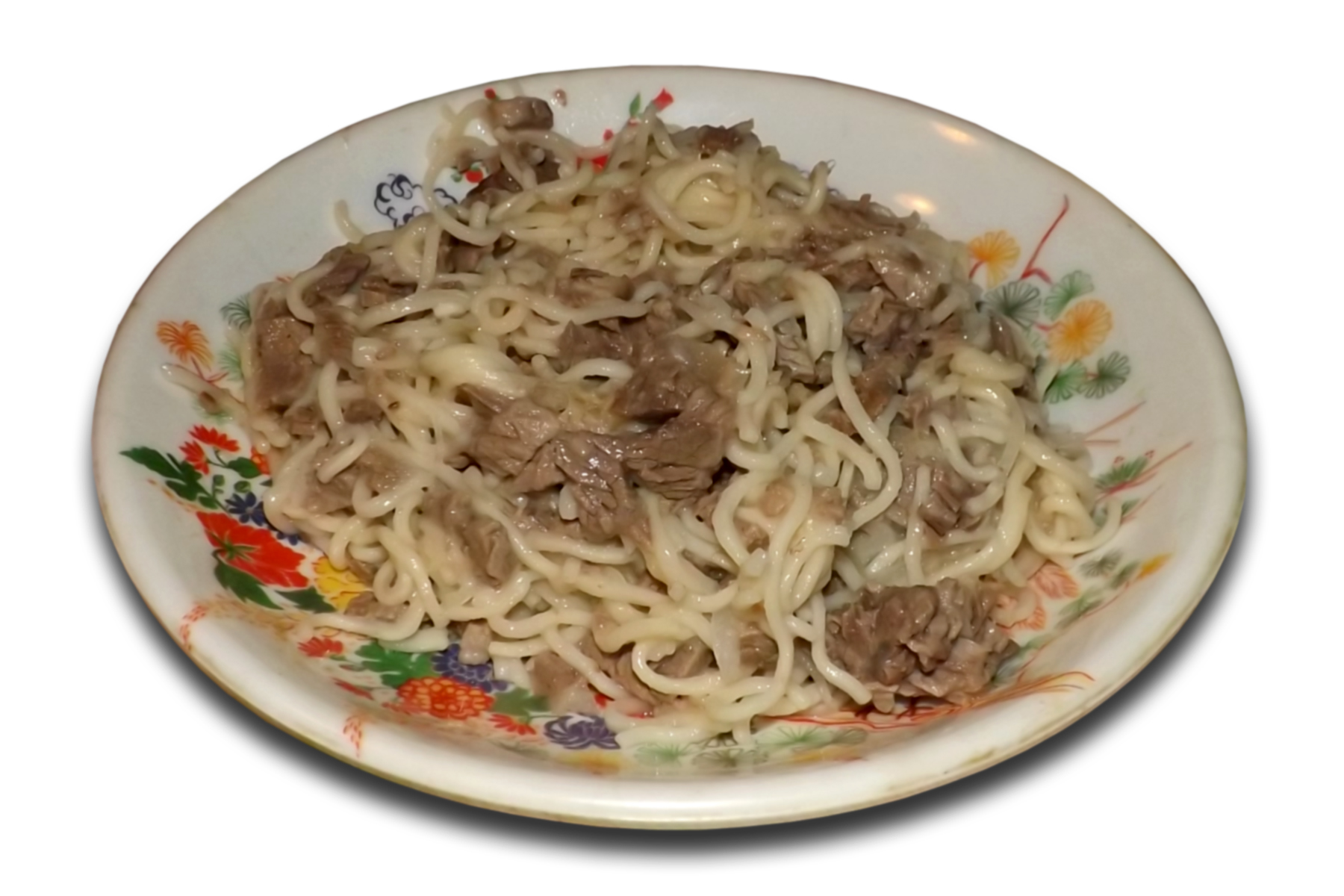
别什巴尔马克

别什巴尔马克是突厥人的一种菜肴，为炖熟的马肉或羊肉加上汤、面片，是哈萨克斯坦、吉尔吉斯斯坦等地宴会上的主菜。

## 命名
“别什巴尔马克”在突厥语中的意思是“五个手指”。一种说法称，别什巴尔马克的传统吃法是用手吃，所以叫做“五个手指”；另一种说法是，要想做出最好吃的别什巴尔马克，使用的肉上的脂肪必须有五个指头那么厚。另一說法是指草原上的五種牲畜。

## 做法
制作别什巴尔马克的主要原料是马肉或羊肉、馬鈴薯。传统上使用马肉，并配以马肠。首先将马肉切开，浸入冷水，直至浸透。然后加热至水烧开，去掉浮在水面上的碎沫，再炖若干个小时。在即将炖好时，加入馬鈴薯、盐、青椒、香叶等物。炖肉的同时，用鸡蛋与麵粉和麵，制成方形的麵片，待炖好后用肉汤煮熟麵片。食用时，通常依各人喜好添加黑胡椒、酸奶、奶渣或腌番茄。吃完后，通常还要喝马奶酒或駱駝奶酒，还有奶茶。

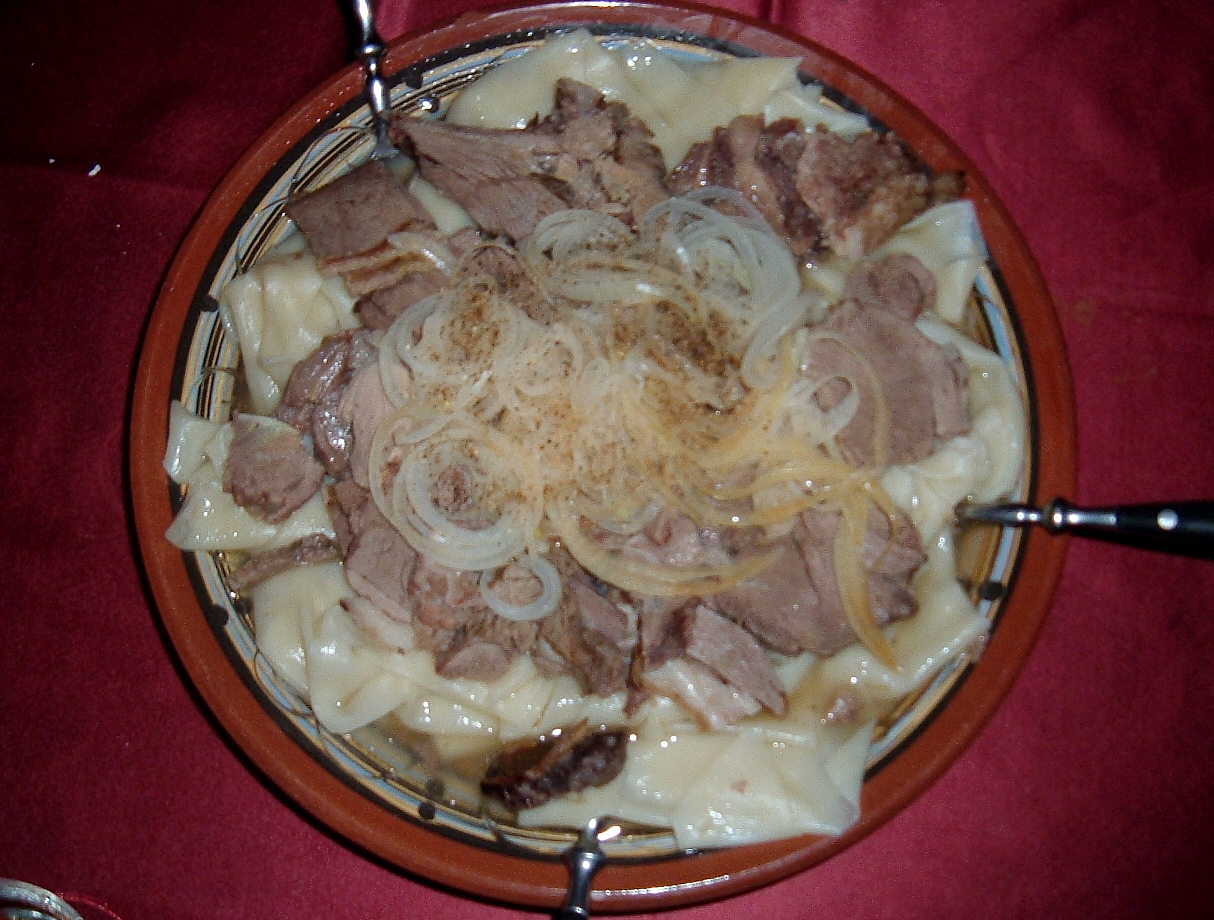
哈萨克斯坦的别什巴尔马克

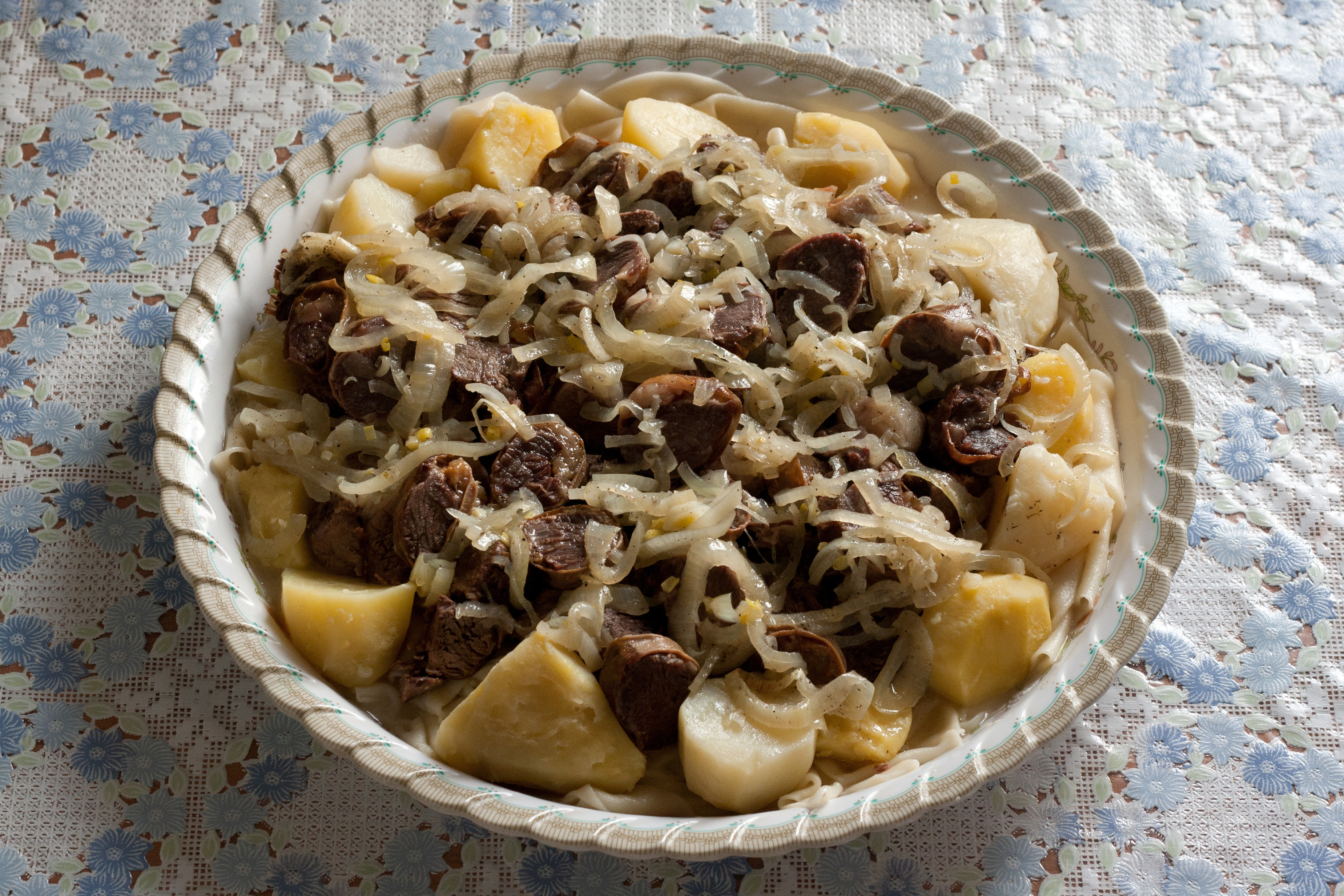
哈萨克斯坦的别什巴尔马克

## 礼仪
在吉尔吉斯斯坦等地的宴会上，别什巴尔马克是最重要的一道菜肴，通常在宴会的最后奉上，这时一般已是午夜。在哈萨克斯坦，别什巴尔马克是婚礼、节日宴的主打菜。在哈萨克斯坦，制作别什巴尔马克时讲究男子切肉，女子和麵。如果使用羊肉制作别什巴尔马克，一般同时还要烹制羊头，将其献给最尊贵的客人。